# One Direction
One Direction (parfois abrégé 1D)  est un boys band de pop rock anglo-irlandais formé à Londres en 2010. Le groupe est composé de Niall Horan, Liam Payne, Harry Styles et Louis Tomlinson. Zayn Malik est un ancien membre du groupe depuis son départ en mars 2015. 
Le groupe signe avec le label Syco Music de Simon Cowell après s'être formé et avoir terminé troisième de la septième saison de l'émission télévisée britannique The X Factor en 2010. Propulsé vers un succès mondial par les réseaux sociaux, les cinq albums du groupe, Up All Night, Take Me Home, Midnight Memories, Four et Made in the A.M., atteignent les premières places des classements dans plusieurs pays et génèrent des singles à succès tels que What Makes You Beautiful, Live While We're Young, Best Song Ever, Story of My Life et Drag Me Down. Après la sortie de l'album Four, ils deviennent le premier groupe de l'histoire du classement Billboard 200 aux États-Unis à avoir quatre albums en tête des ventes dès leur sortie. Leur troisième album, Midnight Memories, est l'album le plus vendu dans le monde en 2013. 
Considérés comme des idoles pour adolescents, One Direction sont souvent sujets à l'hystérie des fans. Ils entreprennent quatre tournées mondiales, dont deux ont lieu dans des stades. Le groupe fait une pause indéfinie en janvier 2016, permettant aux membres de poursuivre dans d'autres projets. En 2020, le groupe a vendu un total de 70 millions de disques dans le monde, ce qui en fait l'un des boys bands les plus vendus de tous les temps. Le groupe remporte près de 200 prix. En 2013, le groupe est nommé « Artiste d'enregistrement le plus vendu de l'année » par la Fédération internationale de l'industrie phonographique. En 2014, Billboard nomme le groupe « Artiste de l'année ». Forbes classe le groupe au quatrième rang des célébrités les mieux payées au monde en 2015 et 2016.

## Histoire du groupe

### X-Factor(2010-2011)

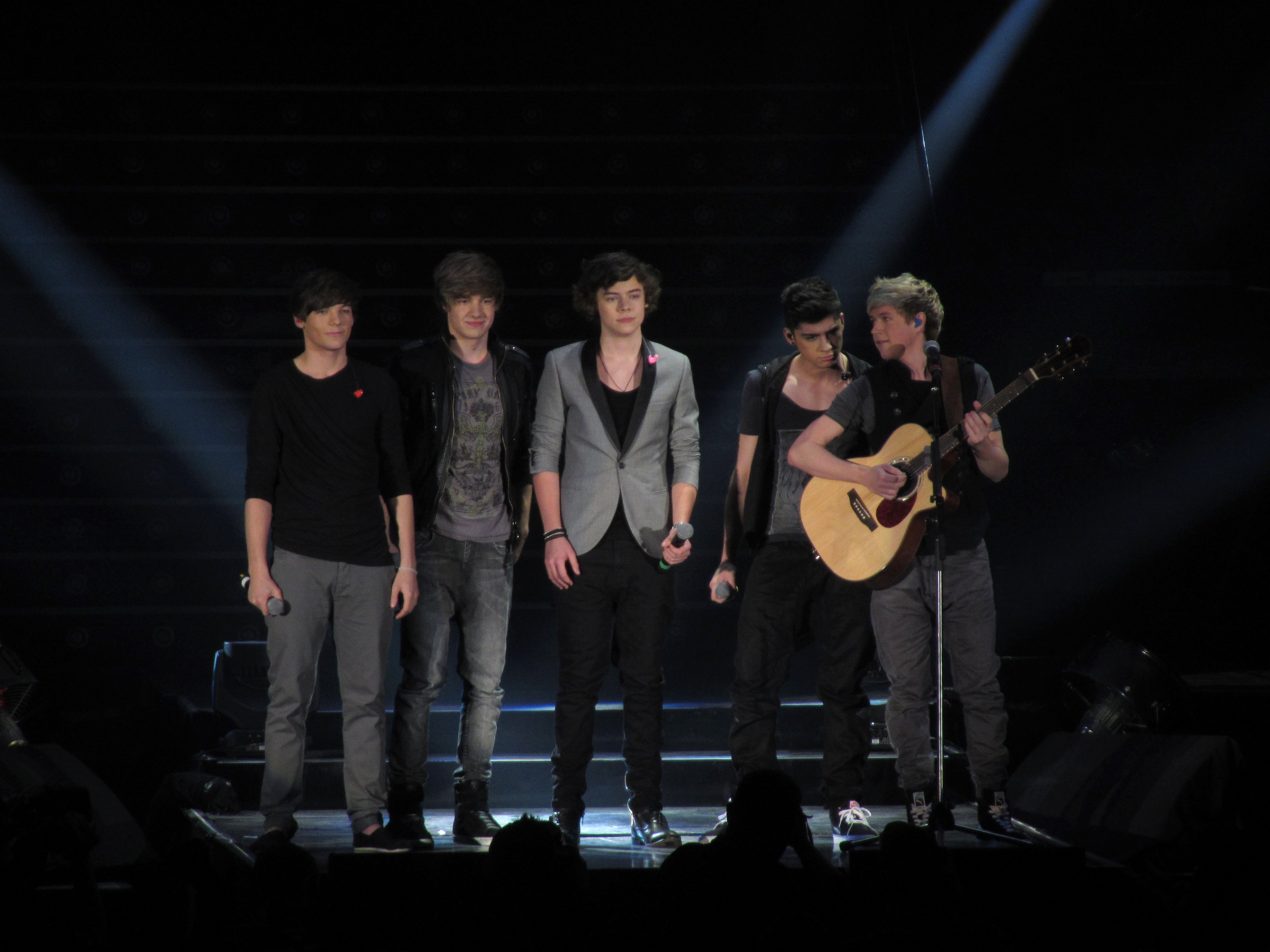
One direction lors de la tournée X Factor en 2011

En 2010, Niall Horan, Harry Styles, Zayn Malik, Liam Payne et Louis Tomlinson auditionnent en solo pour la 7e saison de l'émission The X Factor. Ils progressent chacun dans la catégorie « garçons » jusqu'au bootcamp (camp d'entraînement). Simon Cowell et Nicole Scherzinger prennent la décision de les réunir afin qu'ils forment ensemble un groupe,. Ensuite ils ont deux semaines pour apprendre à se connaître et s'entraîner en groupe. C'est Harry Styles qui trouve le nom du groupe : One Direction. Pour se qualifier dans la maison des juges, ils interprètent en version acoustique la chanson Torn reprise par Natalie Imbruglia.
Cowell admet dans une interview que le groupe est « confiant, comme un groupe d'amis et sans craintes ». Ils vont en finale et terminent 3e de la compétition mais gagnent en popularité au Royaume-Uni.
Après l'émission, le groupe signe un contrat d'environ 2 millions £ avec le label Syco Music.
| Episode           | Chanson choisie                           | Thème                             | Résultat                                                                                            |
| ----------------- | ----------------------------------------- | --------------------------------- | --------------------------------------------------------------------------------------------------- |
| Auditions         | Harry Styles : Isn't She Lovely?          | Choix Libre (Chanté en voiture)   | Sélection pour le bootcamp                                                                          |
| Auditions         | Zayn Malik : Let Me Love You              | Choix Libre (Chanté en voiture)   | Sélection pour le bootcamp                                                                          |
| Auditions         | Liam Payne : Cry Me a River               | Choix Libre (Chanté en voiture)   | Sélection pour le bootcamp                                                                          |
| Auditions         | Louis Tomlinson : Hey There Delilah       | Choix Libre (Chanté en voiture)   | Sélection pour le bootcamp                                                                          |
| Auditions         | Niall Horan : So Sick                     | Choix Libre (Chanté en voiture)   | Sélection pour le bootcamp                                                                          |
| Bootcamp jour 1   | Catégorie Garçons : Man in the Mirror     | Sing-offs                         | Sélection                                                                                           |
| Bootcamp jour 2   | Harry Styles : Stop Crying Your Heart Out | Performance en solo               | Éliminés individuellement ; formation du groupe One Direction et sélection pour la Maison des Juges |
| Bootcamp jour 2   | Zayn Malik : Inconnu                      | Performance en solo               | Éliminés individuellement ; formation du groupe One Direction et sélection pour la Maison des Juges |
| Bootcamp jour 2   | Liam Payne : Stop Crying your Heart Out   | Performance en solo               | Éliminés individuellement ; formation du groupe One Direction et sélection pour la Maison des Juges |
| Bootcamp jour 2   | Niall Horan : Champagne Supernova         | Performance en solo               | Éliminés individuellement ; formation du groupe One Direction et sélection pour la Maison des Juges |
| Bootcamp jour 2   | Louis Tomlinson : Make You Feel My Love   | Performance en solo               | Éliminés individuellement ; formation du groupe One Direction et sélection pour la Maison des Juges |
| Maisons des juges | Torn                                      | Choix Libre                       | Sélection aux Show en direct                                                                        |
| Show 1            | Viva la Vida                              | Single numéro 1                   | 4e place                                                                                            |
| Show 2            | My Life Would Suck Without You            | Héros musical                     | 3e place                                                                                            |
| Show 3            | Nobody Knows                              | Plaisir coupable                  | 3e place                                                                                            |
| Show 4            | Total Eclipse of the Heart                | Halloween                         | 4e place                                                                                            |
| Show 5            | Kids in America                           | Hymne Américain                   | 3e place                                                                                            |
| Show 6            | Something About the Way you Look Tonight  | Chanson d'Elton John              | 3e place                                                                                            |
| Show 7            | All You Need Is Love                      | Chanson de The Beatles            | 4e place                                                                                            |
| Quart de Finale   | Summer of '69                             | Rock                              | 4e place                                                                                            |
| Quart de Finale   | You Are So Beautiful                      | Rock                              | 4e place                                                                                            |
| Demi-Finale       | Only Girl (In the World)                  | Classique en discothèque          | 3e place                                                                                            |
| Demi-Finale       | Chasing Cars                              | Chanson qui emmène à la finale    | 3e place                                                                                            |
| Finale            | Your Song                                 | Choix Libre                       | 3e place                                                                                            |
| Finale            | She's the One (Avec Robbie Williams)      | Chanson en duo avec une célébrité | 3e place                                                                                            |
| Finale            | Torn                                      | Choix Libre                       | Éliminés ; 3e place                                                                                 |

### Up All Night(2011-2012)

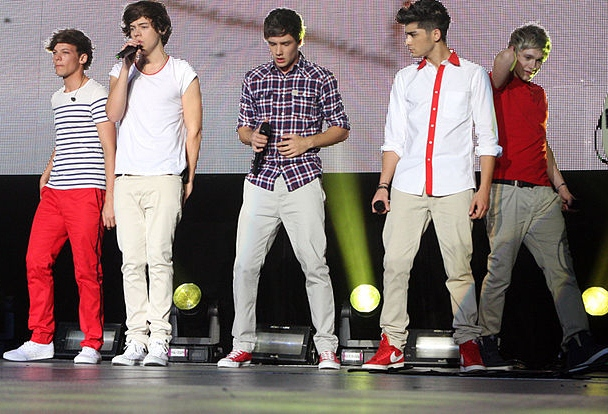
One Direction lors du Up All Night Tour en 2012.

Ils participent à leur première tournée X Factor Live, qui se déroule entre février et avril 2011 au Royaume-Uni et en Irlande.
Ils apparaissent dans l'émission The Alan Titchmarsh Show le 4 avril 2011 et confirme sur le plateau que leur premier single sera disponible en juin 2011. Le 29 juillet 2011, ils sont invités sur le plateau de l'émission Alan Carr: Chatty Man.
Pour leur premier album, Up All Night, les One Direction collaborent avec Savan Kotecha. Leur premier single What Makes You Beautiful sort en septembre 2011 et c'est un succès autant commercial qu'international. Leurs singles suivants, Gotta Be You et One Thing atteignent le top 10 dans le classement UK Singles. En novembre 2011, ils signent un contrat avec Columbia Records en Amérique du Nord. Le même mois, ils sortent leur premier album Up All Night et entament une tournée au Royaume-Uni en décembre 2011.
En février 2012, le groupe part en tournée aux États-Unis faire la première partie du groupe Big Time Rush. Le même mois, ils annoncent une tournée en Océanie. Leur premier single atteint la 28e place dans le classement Billboard Hot 100, devenant le meilleur début d'un groupe britannique depuis 1998. L'album Up All Night est vendu à l'international en mars 2012 et One Direction devient le premier groupe britannique à voir son premier album atteindre la première place des classements aux États-Unis. Ce record est dans le Livre Guinness des records. En août, une tournée en Amérique du Nord est annoncée. Le même mois, ils chantent lors de la cérémonie de fermeture des Jeux Olympiques d'été 2012 à Londres.

### Take Me Home(2012-2013)

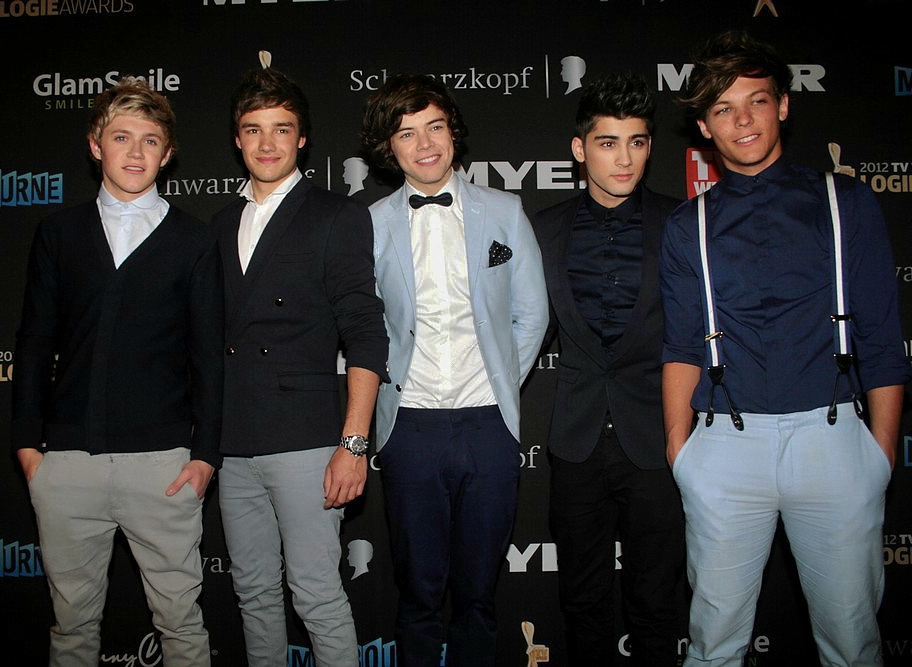
One Direction lors des Logie Awards en 2012

En septembre 2012, le groupe sort un single intitulé Live While We're Young. Le titre atteint rapidement le top 10 des classements mondiaux. Un second single est annoncé, Little Things, et devient le second single du groupe à se classer premier au Royaume-Uni. En novembre 2012, leur second album, Take Me Home est sorti. One direction devient le premier groupe à avoir deux albums, dans le haut du classement Billboard 200. L'album est enregistré en mai 2012 à Stockholm. La couverture de l'album présente les 5 garçons autour d'une cabine téléphonique rouge, typiquement anglaise.
Ils chantent leur titre Little Things lors de la Royal Variety Performance, en présence de la reine Élisabeth II. Le 3 décembre 2012, ils affichent complet pour leur premier concert au Madison Square Garden à New York.
En février 2013, les One Direction publient One Way or Another (Teenage Kicks), une reprise des titres One Way or Another de Blondie et Teenage Kicks de The Understones, pour le comic relief. Le même mois, ils entament leur tournée Take Me Home Tour, donnant au total 123 concerts à travers le monde.

### Midnight MemoriesetThis Is Us(2013-2014)

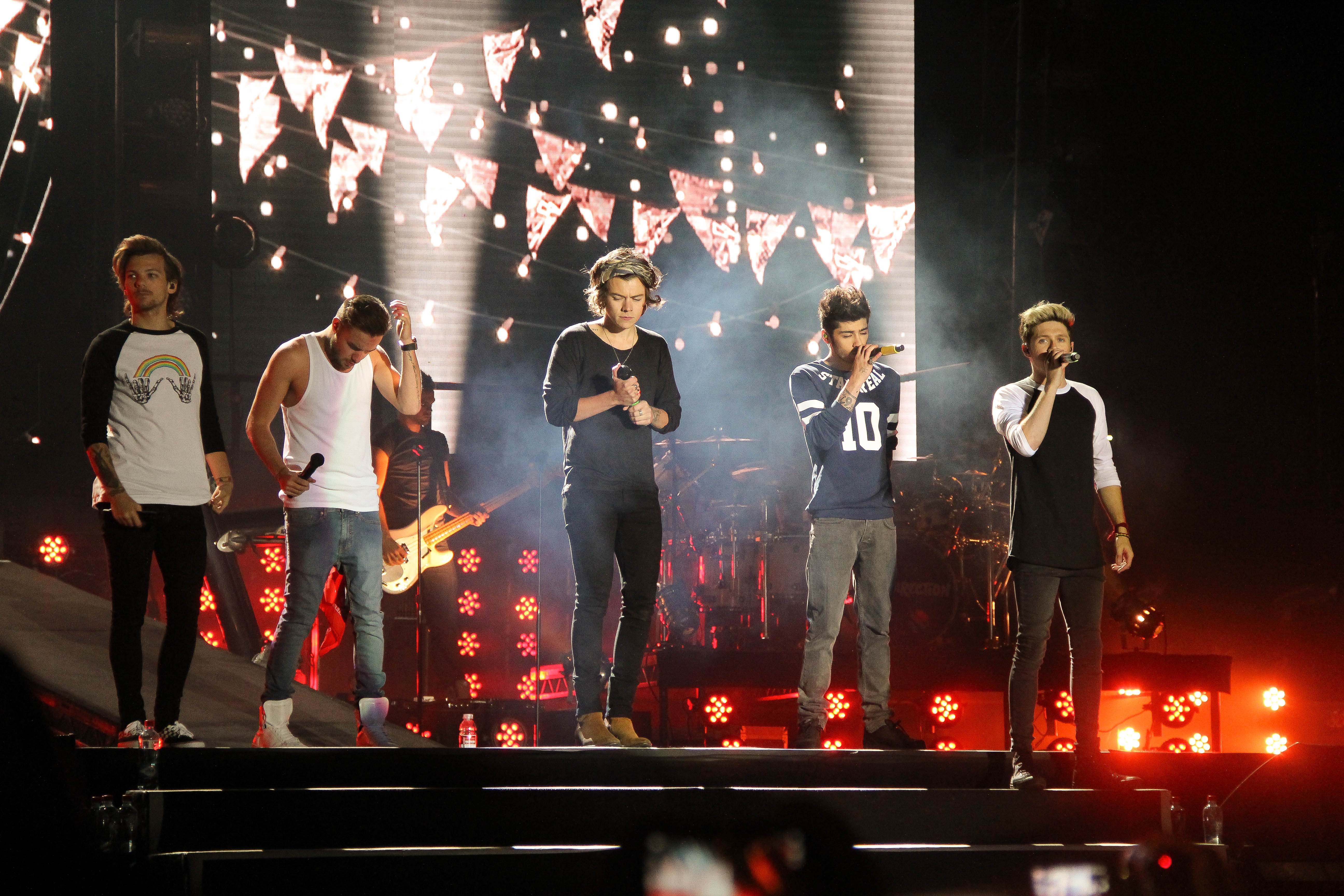
One Direction lors du Where We Are Tour en 2014

Best Song Ever, le premier single de leur troisième album est sorti le 22 juillet 2013. Le clip du single a battu le record des « vidéos les plus vues en moins de 24 heures » avec 10,9 millions de vues sur Youtube. C'est le deuxième titre du groupe a battre ce record, le premier étant Live While We're Young, avec 8,2 millions de vues. Un documentaire sur le groupe, This Is Us, réalisé par Morgan Spurlock, sort dans les salles de cinéma du monde entier entre le 28 août 2013 et le 30 août 2013.
Le 16 mai 2013, le groupe annonce leur première tournée dans les stades ainsi appelée Where We Are Tour. Les tickets se vendent en quelques minutes et des dates supplémentaires sont ajoutées dues à d'énormes demandes. Le 23 novembre 2013, un jour dédié aux fans, le 1D Day est organisé par le groupe, qui est une sorte d'émission, diffusée en direct sur Youtube pendant 7h.
Leur troisième album, Midnight Memories est commercialisé le 25 novembre 2013 dans le monde entier. Il se classe rapidement en 1e place au Royaume-Uni et aux États-Unis. Afin de promouvoir l'album, le groupe chante sur les plateaux de l'émission The X Factor UK et US. En décembre 2013, la sortie en DVD du film This Is Us bat des records de ventes au Royaume-Uni, dépassant le film posthume de Michael Jackson.
Ils partent en tournée, le Where We Are Tour, qui débute le 25 avril 2014 et se termine le 5 octobre 2014 avec un total de 69 concerts dans des stades.

### Fouret départ de Zayn (2014-2015)
En novembre 2014, leur nouvel album Four est commercialisé dans le monde entier. Après avoir annoncé en septembre leur nouvel album, le premier single Fireproof est publié en téléchargement gratuit sur toutes les plateformes pendant 24 heures. Le deuxième single Steal My Girl est publié fin septembre et leur troisième single Night Changes est publié avant la sortie de l'album.
En février 2015, le groupe part pour leur deuxième tournée des stades On the Road Again Tour. Le 25 mars 2015, un communiqué officiel est publié sur le site internet du groupe, annonçant le départ de Zayn Malik. Le groupe apparaîtra pour la première fois à quatre depuis le départ de Malik pendant l'émission The Late Late Show with James Corden. La tournée se poursuit jusqu'à la fin sans Zayn.

### Made in the A.M., pause du groupe et décès de Liam (2015-2024)
Le 31 juillet 2015, Drag Me Down, le premier single du cinquième album des One Direction apparaît sur les plateformes de musiques sans publicité ni promotion. Leur cinquième album, Made in the A.M. est commercialisé le 13 novembre 2015 en même temps que l'album Purpose de Justin Bieber. C'est le premier album du groupe depuis le départ de Zayn Malik. Après la sortie de l'album, le groupe annonce faire une pause. Ils font une dernière apparition en groupe en décembre 2015 lors de l'émission The X Factor et publient le clip du single History, retraçant l'histoire du groupe depuis leur début,.
En 2016, le groupe se sépare officiellement[réf. nécessaire].
En 2017, le groupe gagne le prix de la vidéo de l'année lors des Brit Awards et Liam Payne reçoit le prix pour le groupe.
Le 16 octobre 2024, Liam Payne meurt à l'âge de 31 ans, d'une chute de plusieurs dizaines de mètres depuis le balcon d'un hôtel en Argentine.

## Distinctions
Le groupe remporte huit 4Music Video Honours, sept American Music Awards, cinq ARIA Music Awards, un Bambi Awards, sept BBC Radio 1 Teen Awards, six Billboard Music Awards, cinq Billboard Live Music Awards, cinq Bravo Otto, sept Brit Awards, un FiFi Awards américains, un IFPI Global Recording Artist Award, huit Japan Gold Disc Awards, cinq Jim Awards, quatre Los Premios 40 Principales, douze MTV Europe Music Awards, quatre MTV Video Music Awards, un MuchMuch Video Awards, un Myx Music Awards, quatre Kids' Choice Awards, un NewNowNext Awards, quatre NRJ Music Awards, vingt-huit Teen Choice Awards, trois People's Choice Awards et dix Telehit Awards.

## Discographie

### Albums
- Up All Night
- Take Me Home
- Midnight Memories
- Four
- Made in the A.M.

### Singles
- What Makes You Beautiful
- Gotta Be You
- One Thing
- More than This
- Live While We're Young
- Little Things
- Kiss You
- One Way or Another (Teenage Kicks)
- Best Song Ever
- Story of My Life
- Midnight Memories
- You & I
- Steal My Girl
- Night Changes
- Drag Me Down
- Perfect
- History

## Tournées
- The X Factor Live Tour
- Better With U Tour (première partie du groupe Big Time Rush)
- Up all Night Tour
- Take Me Home Tour
- Where We Are Tour
- On the Road Again Tour

## Doublage
- Furby : Eux-mêmes (dans l'épisode "Furby Boom")

## Publicité
En 2011, One Direction font de la publicité pour les jeux Pokémon Noir et Blanc.
En 2012, ils s'associent à la marque Colgate et vendent une brosse à dents électrique « One Direction Colgate MaxFresh Power Toothbrush », une brosse à dent manuelle « One Direction Colgate Maxfresh Manual Toothbrush » et un dentifrice « One Direction Colgate MaxFresh Toothpaste ». Ils tournent une pub, avec le joueur Drew Brees de la NFL, pour la marque Pepsi. Des poupées à l'effigie du groupe sont vendus par Hasbro seulement aux États-Unis. En octobre de la même année, ils collaborent avec la marque de vêtements philippines Penshoppe.
En 2013, le groupe annonce des magasins éphémères à travers le monde, vendant des produits exclusifs dont : des cartes postales, des coques de téléphones, des t-shirts et des onesies,. Ils font la promotion du véhicule Toyota VIOS. Leur premier parfum, « our moment » est vendu exclusivement dans le magasin Harrods ainsi que sur leur site web. Une publicité, qui annonce le parfum, est mise en ligne le 24 août 2013. Le parfum sera la meilleure vente pour Noël 2013, battant les ventes des parfums Lady Gaga Fame, Nicki Minaj Pink Friday et Britney Spears Fantasy. Liam Payne avoue lors d'une interview que l'idée de faire un parfum provenait d'une fan qui avait lancé une pétition.
En 2014, au vu du succès de leur premier parfum, le groupe vend un second parfum, « that moment » en mars 2014, accompagné d'un gel douche et d'une lotion pour le corps. Une vidéo de six minutes est dévoilée pour annoncer la sortie de ce parfum sur les réseaux sociaux. Un autre parfum, « You & I », est commercialisé le 6 août 2014.
En 2015, le groupe fait une apparition dans une nouvelle publicité, pour Toyota, diffusée uniquement en Thaïlande. Un nouveau parfum, « Between Us » est dévoilé le 24 juin 2015. Le groupe apparaît dans la publicité pour le véhicule Honda Civic et leur tournée en Amérique du Nord est sponsorisée par Honda.

## Poursuite judiciaire
En avril 2012, le groupe britannique One Direction est poursuivi en justice par un groupe américain homonyme pour « contrefaçon de marque commerciale ». D'après la loi, le groupe américain utilisait le nom One Direction depuis 2009, ont enregistré 2 albums et ont déposé une demande d'enregistrement du nom comme marque aux États-Unis en février 2011. Le groupe américain réclame au groupe britannique un million de dollars de dommages et intérêts. Syco et Sony Music préfèrent ignorer les droits des plaignants après avoir réalisé en 2011 qu'ils partageaient le même nom. Le groupe américain change de nom pour Uncharted Shores en septembre 2012. Les deux groupes sont contents d'avoir trouvé un compromis.